# 침대 (툴루즈로트레크)
《침대》(프랑스어: Le Lit) 또는 《침대에서》(프랑스어: Dans le lit)는 앙리 드 툴루즈로트레크가 1892년경에 그린 그림으로, 침대에서 잠을 자고 있는 두 여성을 묘사했다. 이 그림은 1937년부터 프랑스 공공 컬렉션에 소장되어 왔으며, 1986년부터는 파리의 오르세 미술관에 소장되어 있다.

## 영감
툴루즈로트레크는 파리의 밤문화, 특히 성 노동자들에 매료되었다. 1890년대 내내 그는 공식적인 매춘소에서 일상적인 삶의 모습을 그리는 데 점점 더 많은 시간을 보냈다. 1892년 그는 rue d'Ambroise에 있는 매춘소에서 살롱을 위한 그림을 제작하라는 의뢰를 받았다. 그는 매춘소에 방문하여 성 노동자와 방문객들을 관찰하며 성 노동자들의 초상화를 16개를 그렸다. 이러한 그림들은 어떠한 선정주의나 관음주의적 감정 없이 대상에 대한 긴밀하고 친밀한 관찰과 연민을 보여준다.

## 설명
《침대》는 마분지에 유화로 제작되어 나무에 부착되었으며 크기는 세로 53.5cm에 가로 70cm이다.
이 그림은 툴루즈로트레크가 비슷한 시기에 침대에 누워 있는 사람들을 그렸던 4개의 그림들 중 하나이며, 작품 속 인물들은 레즈비언 커플로 해석된다.
이 그림은 침대에 누워 서로를 바라보고 있는 두 여성을 묘사하고 있다. 침대의 흰색 시트는 빨간색 침대보와 침대 머리판, 그리고 뒤쪽의 벽과 대조를 이룬다. 레즈비언으로 추측되는 두 여성의 머리는 서로 마주보고 있고, 그들의 몸은 산더미 같은 이부자리 밑에 숨겨져 있다. 이 그림은 분홍빛 아침 햇살이나 가스램프로 추측되는 따뜻한 빛이 그림을 감싸고 있다.
이 그림은 인상파와 상징주의자들의 제3회 전시회(1892년 11월 15일~1893년 2월경) 기간 동안 파리의 Le Barc de Boutteville 갤러리에서 전시되었다.

## 역사
이 그림은 프랑스 미술 수집가 로저 막스(Roger Marx)의 컬렉션에 있었다. 1913년 12월 막스가 사망한 후, 이 작품은 다음 해에 수집가 안토닌 페르소나즈에게 팔렸다. 페르소나즈가 1936년 12월에 사망한 후에는 1937년 프랑스 정부에 기부되었다. 이 작품은 처음에는 루브르 박물관에 걸렸으며, 1986년에 오르세 미술관으로 옮겨졌다.
《침대》와 유사한 작품인 Au lit, le baiser는 두 여성이 키스하는 모습을 담은 작품으로, 2015년 2월 런던 소더비스에서 10,789,000파운드에 팔렸고, 비슷한 제목의 또 다른 작품은 2015년 11월 뉴욕 크리스티에서 12,485,000달러에 팔렸다.

## 갤러리

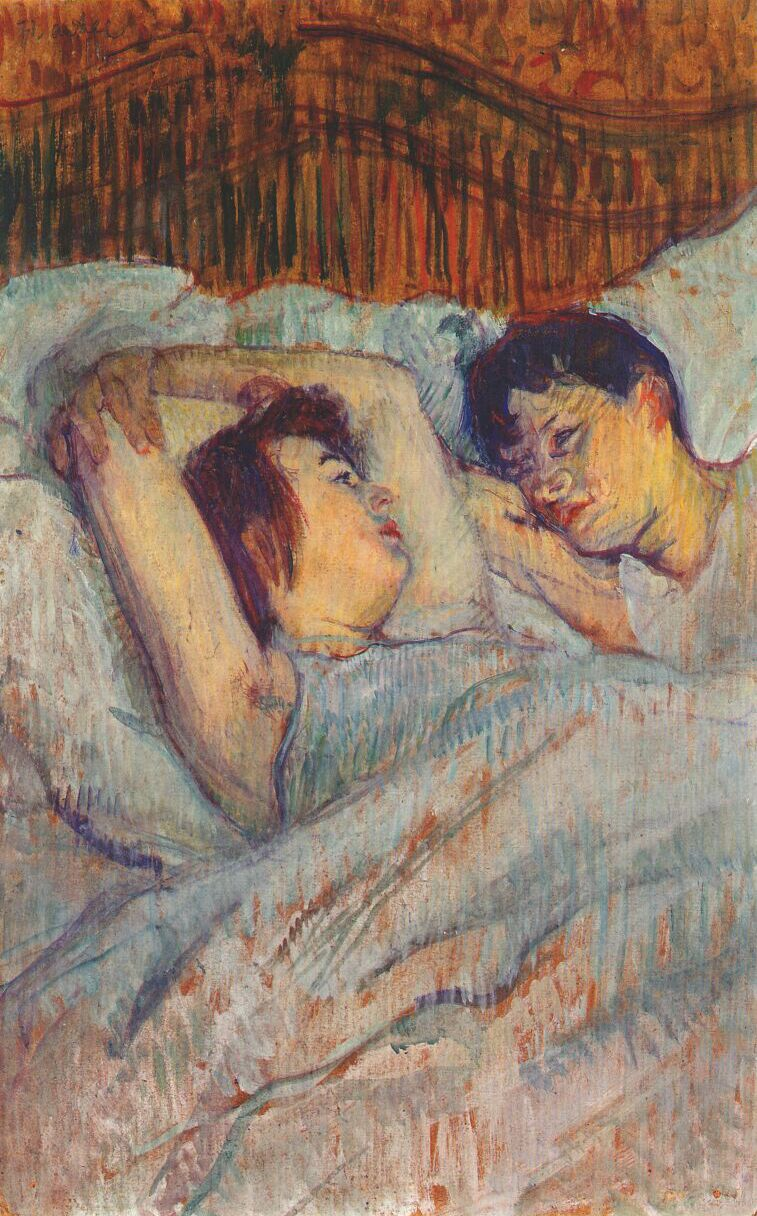
In bed, 1892
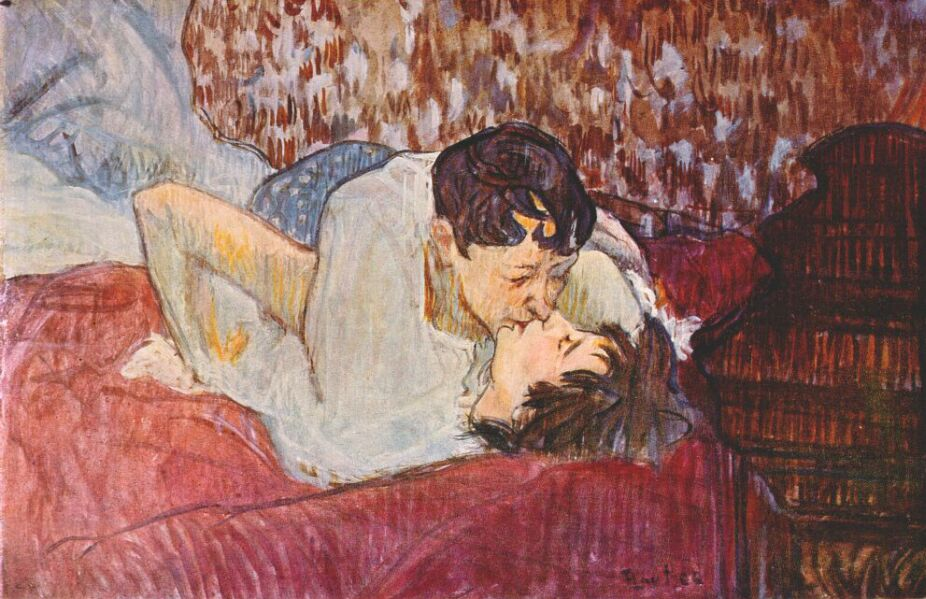
Au lit: le baiser, 1892
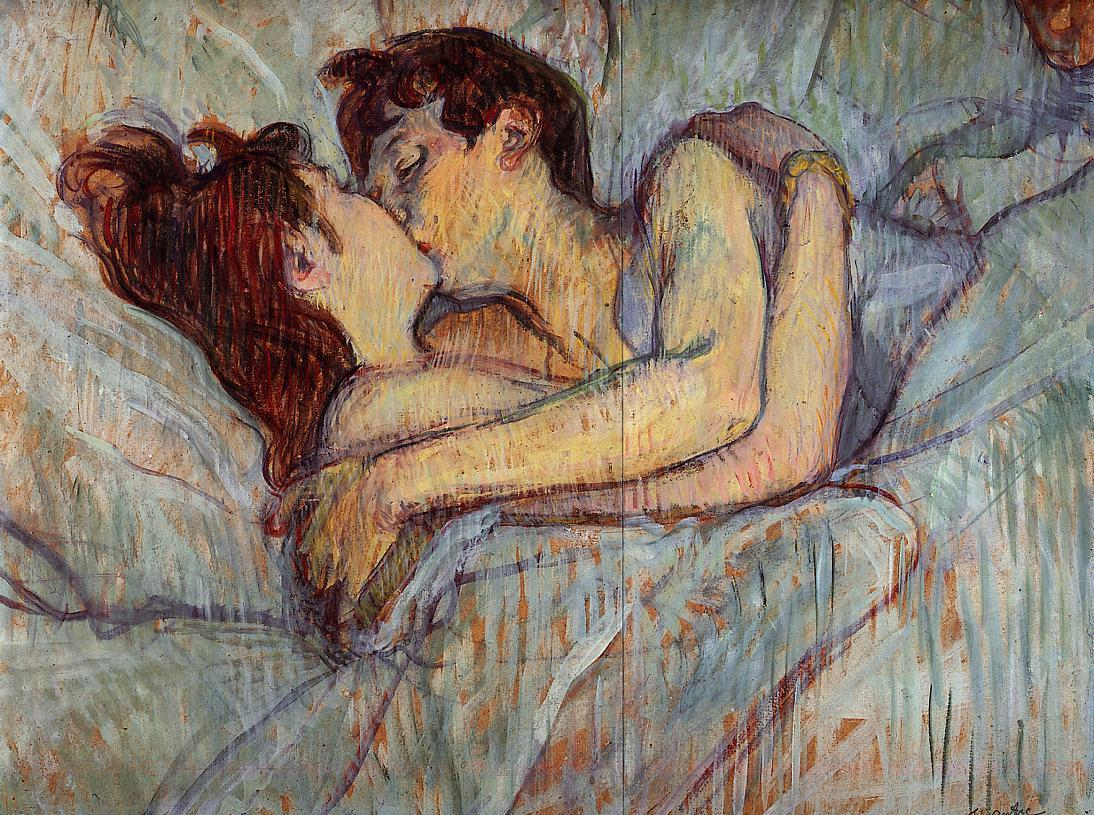
Au lit: le baiser, 1892-3

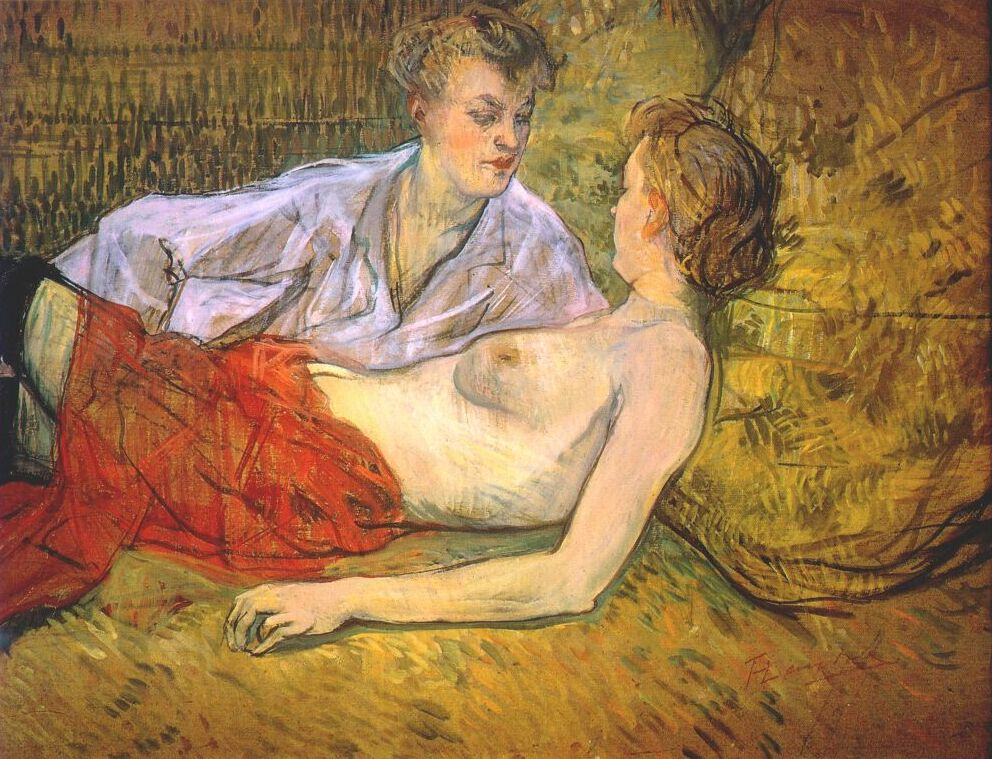
Les deux amies, 1894–1895, Foundation E. G. Bührle
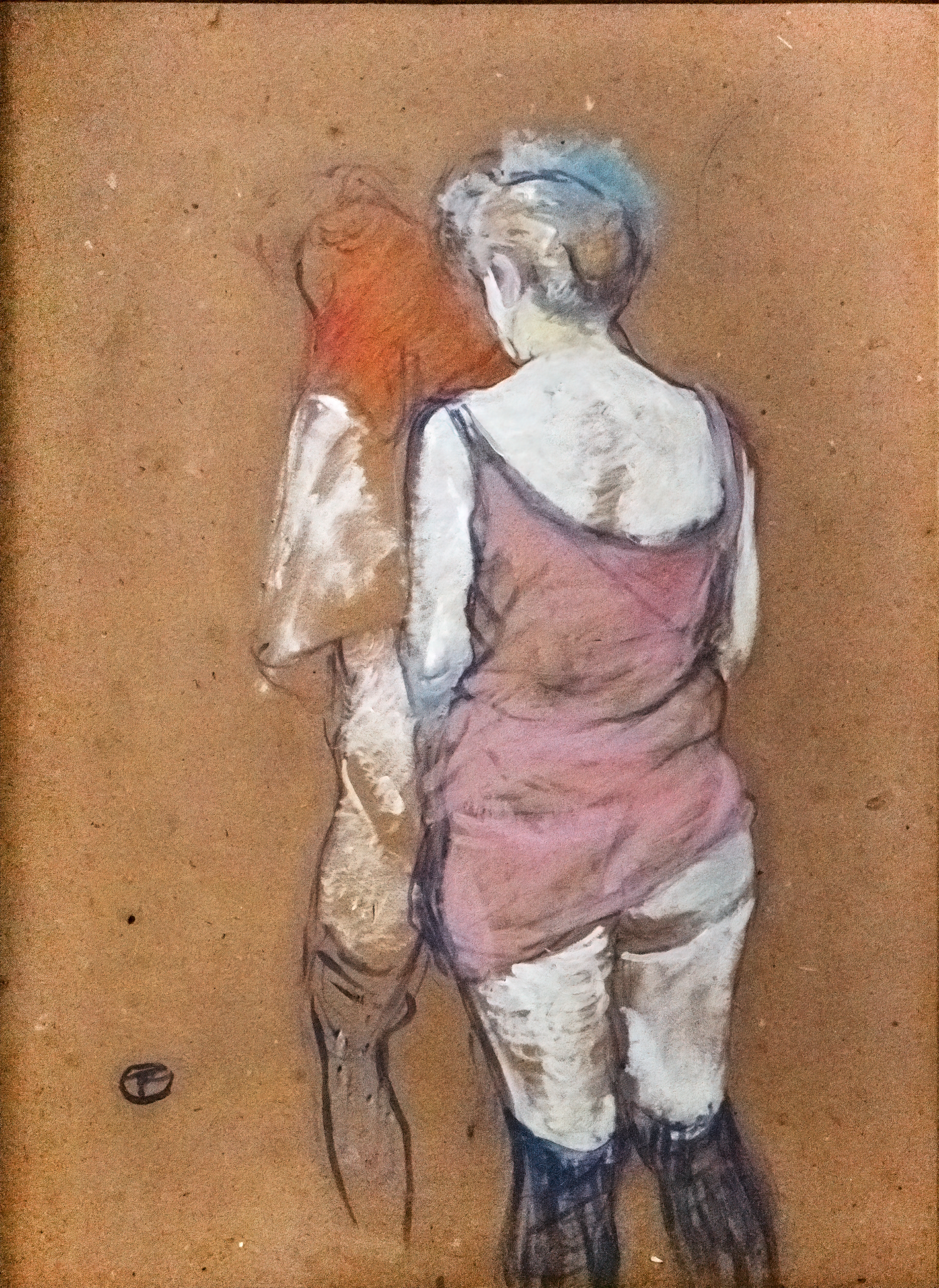
Two half-naked women
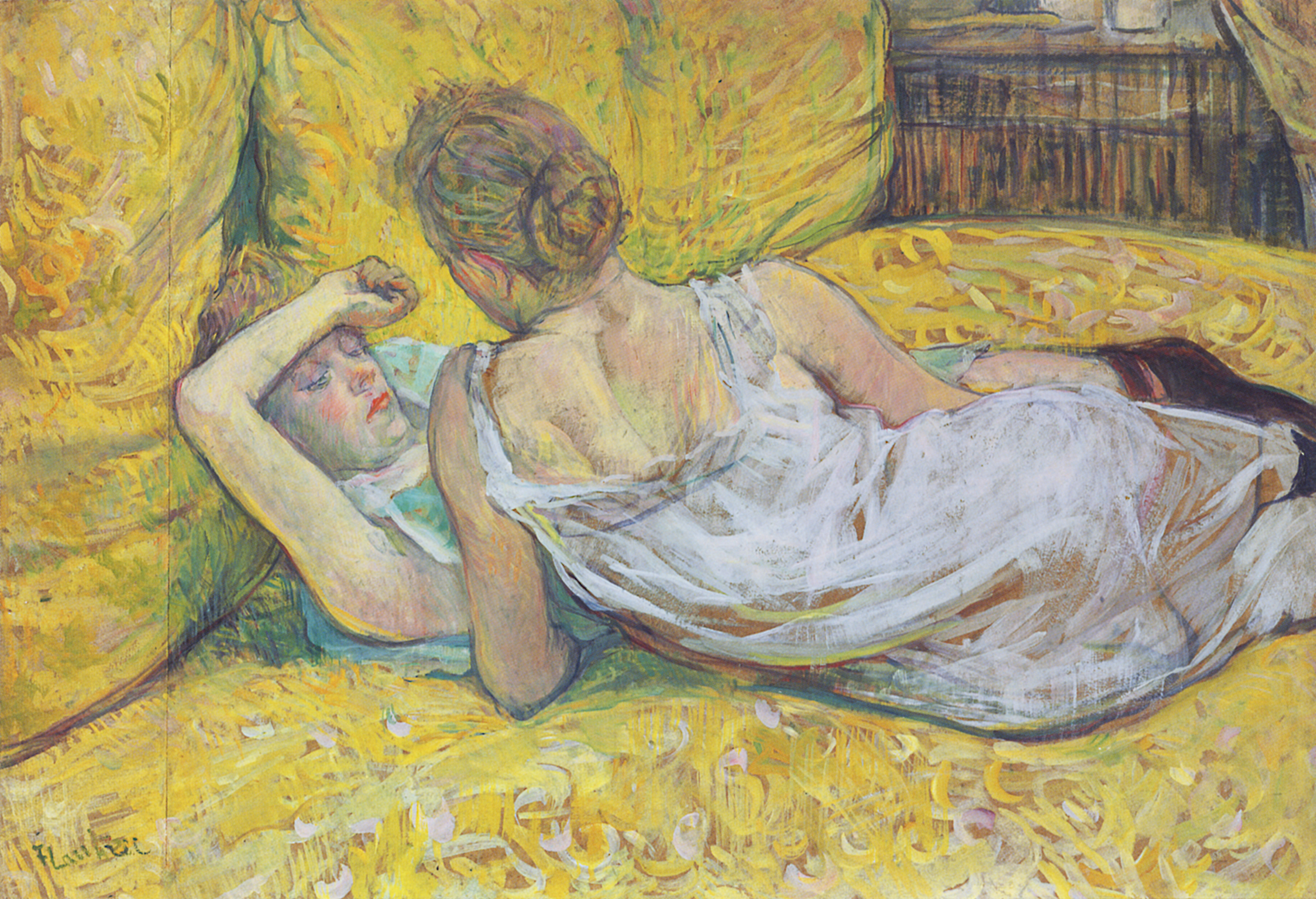
L'abandon (Les deux amies)
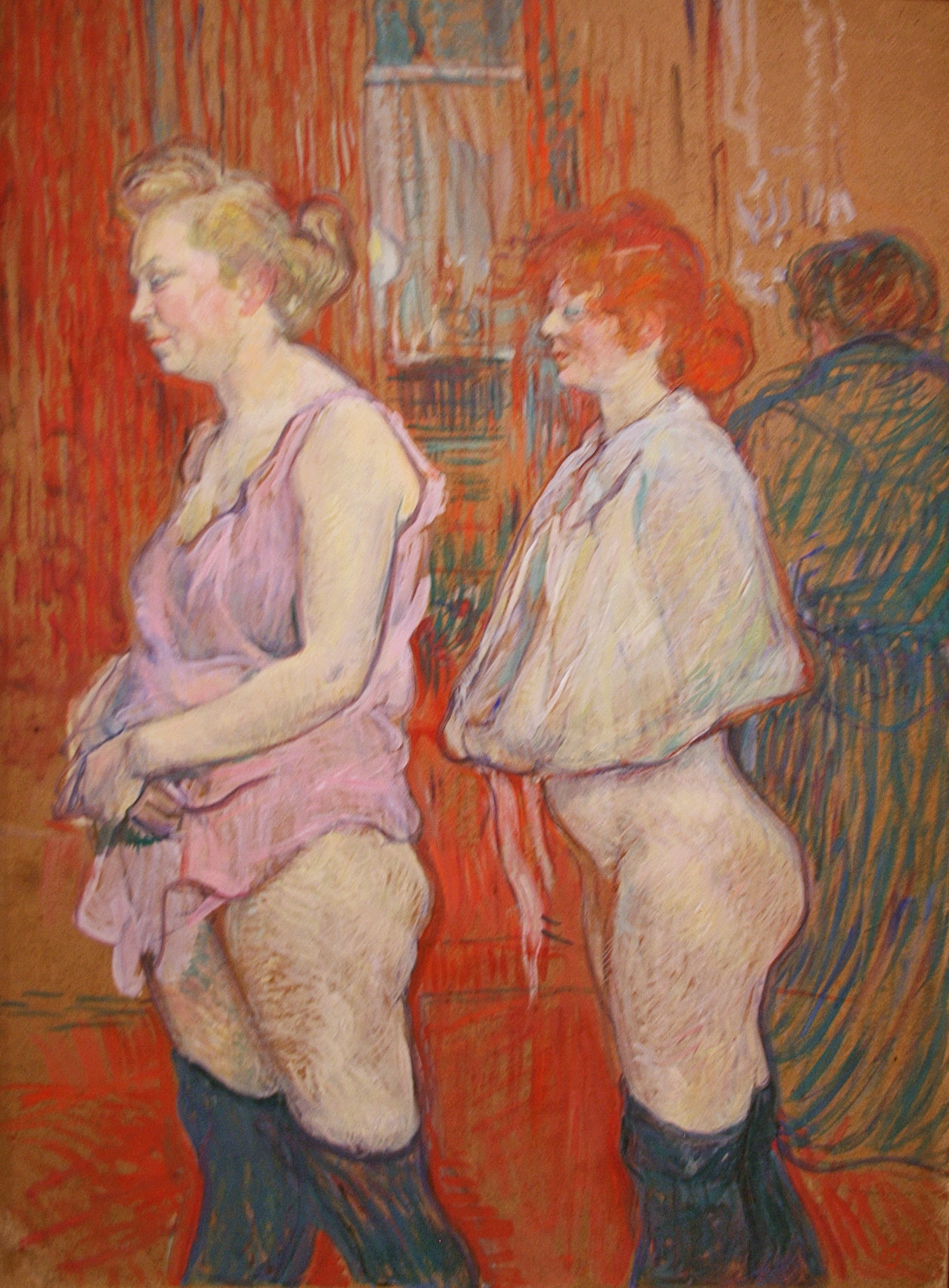
Rue des Moulins ("The Medical Inspection"), 1894, National Gallery of Art
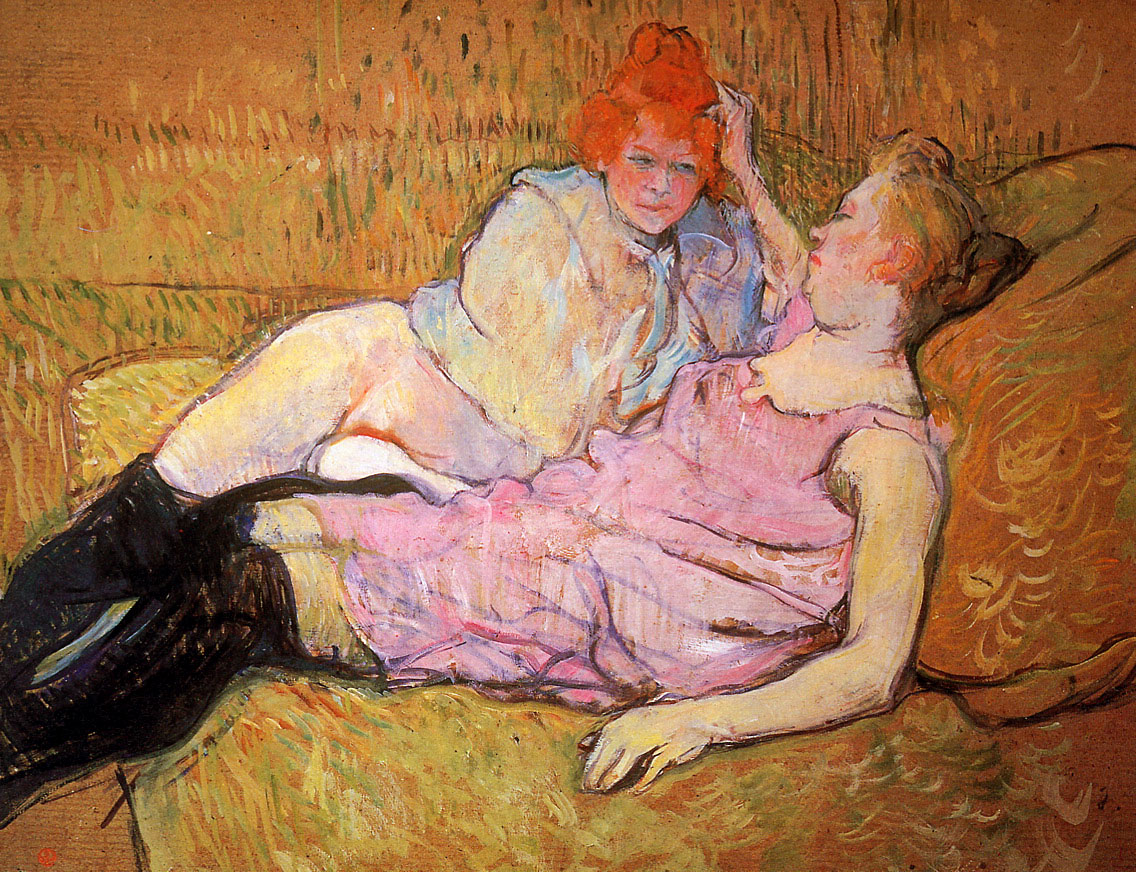
Le Sofa, 1895, Metropolitan Museum of Art